# Azzurro 1992
L'undicesima e ultima edizione di Azzurro si è tenuta al TeatroTeam di Bari in due serate, precisamente il 25 e il 26 aprile 1992. Tutte le puntate registrate sono state trasmesse su Italia 1 l'11, il 18 e il 25 maggio .
Ancora una volta conduttori furono Gerry Scotti e Susanna Messaggio con il patron della manifestazione Vittorio Salvetti.

## Partecipanti
- Luca Carboni – Ci vuole un fisico bestiale e Mare mare
- Anna Oxa – Figli di nessuno e Mezzo angolo di cielo
- Amedeo Minghi – Vivere vivere
- Jovanotti – Peggio per te
- Ligabue – Libera nos a malo, Urlando contro il cielo e Non è tempo per noi
- Roberto Murolo – Cercanno 'nzuonno
- Roberto Murolo e Mia Martini – Cu'mme! e O' marenariello
- Enrico Ruggeri – Prima del temporale e Peter Pan
- Fiorella Mannoia – I treni a vapore e Il cielo d'Irlanda
- Ivano Fossati – Ci sarà e La canzone popolare
- Eugenio Finardi – La radio, Extraterrestre e Nell'acqua
- Skiantos – Signore dei dischi
- Fabio Concato – Fiore di maggio, A Dean Martin e Ti ricordo ancora
- Alice – In viaggio sul tuo viso e Passano gli anni
- Nino Buonocore – Scrivimi, Il mandorlo e Non dire
- Roberto Vecchioni – Per amore mio e Voglio una donna
- Angelo Branduardi e Roberto Vecchioni – Samarcanda
- Mango – Lei verrà, Mediterraneo e Come l'acqua